# De sju kristallkulorna

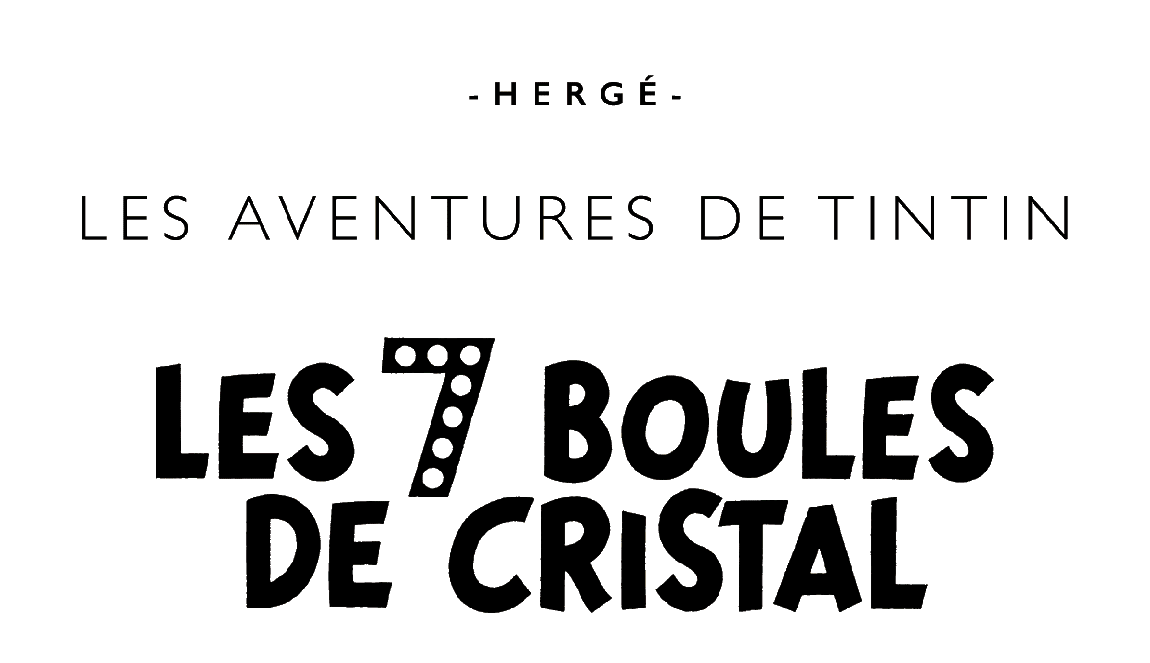

De sju kristallkulorna, fransk originaltitel: Les Sept Boules de cristal, är det trettonde i en serie klassiska seriealbum, skrivna och illustrerade av belgiske serietecknaren Hergé, vars huvudperson är unge reportern Tintin.
Publicerad som följetong i bilaga till belgiska tidningen Le Soir med början 16 december 1943. Följetongen avbröts 2 september 1944 då den tyska ockupationen av Belgien upphörde. Publiceringen återupptogs 26 september 1946 i den av Hergé nystartade veckotidningen "Tintin". 1948 utgavs berättelsen för första gången som seriealbum på franska; första svenska albumutgivningen kom 1968, som Illustrationsförlagets Tintin-album nummer 3.

## Synopsis
När Kapten Haddock misslyckas med ett trolleritrick övertalar han Tintin att följa med och se en riktig trollkarl. Men föreställningen blir avbruten eftersom maken till en kvinna i publiken rapporterats sjuk efter en arkeologisk expedition. Tintin ser snart mönstret efter att flera andra vetenskapsmän fallit i koma efter att ha attackerats av någon som krossat en kristallkula i närheten, och försöker förhindra att den ende kvarvarande medlemmen i expeditionen också attackeras. Professor Kalkyl blir kidnappad, och Tintin och Haddock börjar söka efter honom. Berättelsen fortsätter i Solens tempel.

## Om albumet
Följetongen om De sju kristallkulorna avbröts den 2 september 1944 av Bryssels befrielse från den tyska ockupationen. Hergé belades med yrkesförbud vilket var något som generellt utfärdades åt i stort sett alla som hade arbetat på tidskrifter och tidningar under ockupationen oavsett vad de hade haft för arbetsuppgifter. Stämningen var begripligt nog ytterst hätsk efter krigsslutet, och alla som varit verksamma i sina journalistyrken under ockupationsåren betraktades som överlöpare och kollaboratörer. Militäråklagaren fann dock inte tillräckliga fog för att åtala just Hergé, men däremot åtalades ett flertal av dem som arbetat på Le Soir. Hergés yrkesförbud varade trots detta ända fram till 1946, och under denna tid passade Hergé på att teckna om en del gamla Tintin-äventyr och förbereda utgivandet av den nya veckotidningen Tintin. Där återupptogs historien om De sju kristallkulorna i det första utgivna numret den 26 september 1946, som var en för den tiden en väldigt påkostad produktion med dyrt papper och mångfärgstryck.